# Первая победа Ганнибала

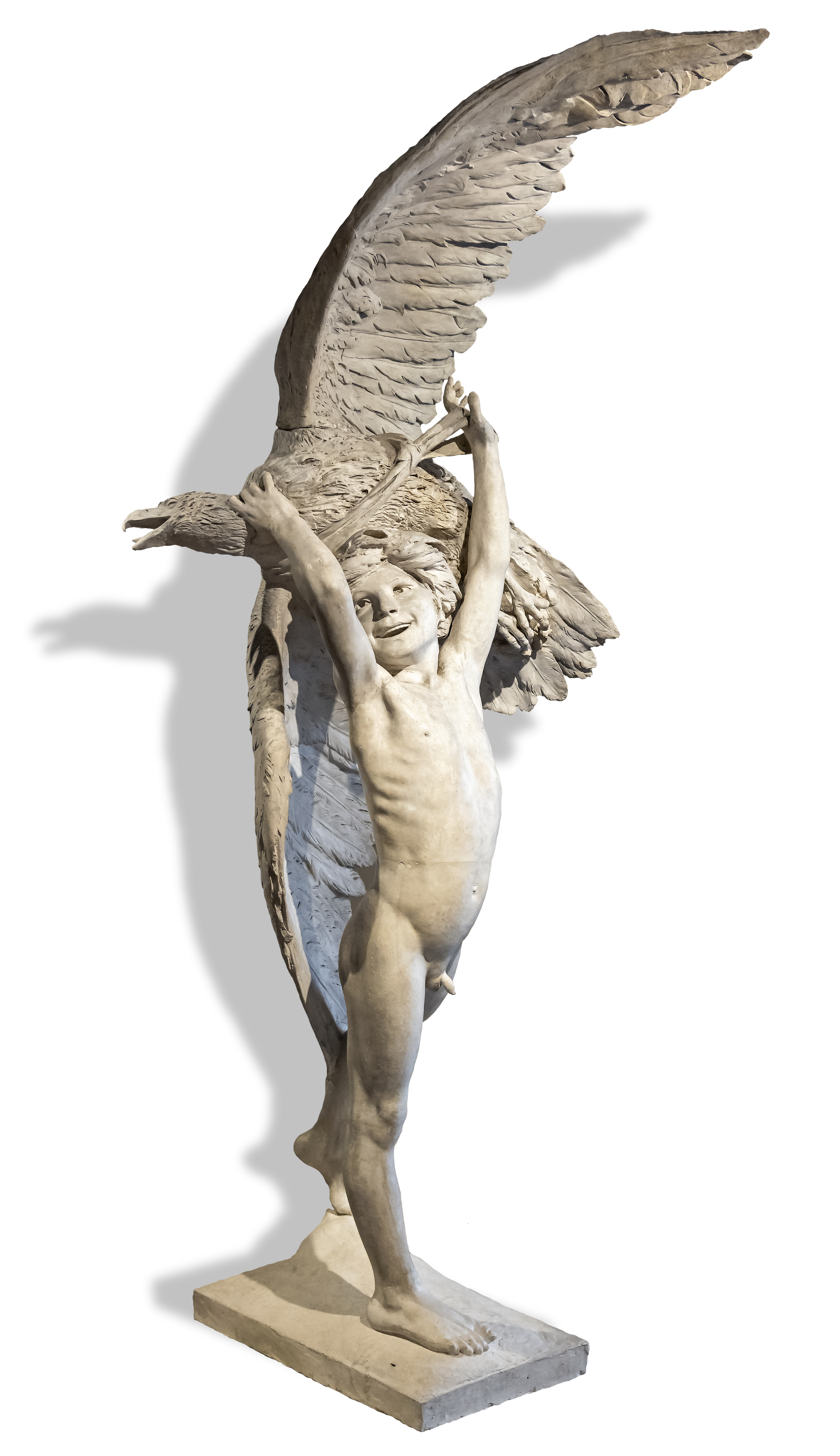
Антуан Бурдель. «Первая победа Ганнибала», гипс. Музей Энгра- Бурделя (Монтобан)

«Первая победа Ганнибала» (фр. Première victoire d'Hannibal) — скульптура французского скульптора Антуана Бурделя, созданная в 1885 году и выставленная в том же году в Парижском салоне. Её сюжет основывается на эпизоде исторического романа Гюстава Флобера «Саламбо», где описывается схватка юного Ганнибала с орлом.

## История
Эмиль Антуан Бурдель родился в семье резчика по дереву в городе Монтобан. С детских лет проявил художественные наклонности, которые поощряли в семье. Он страстно увлёкся рисованием, а с 1874 года помогал отцу в его мастерской. При помощи местного поэта Эмиля Пувийона муниципалитет Монтабана выделил стипендию и отправил талантливого юношу в Тулузу, в школу искусств, где Бурдель стал лучшим учеником. В 1884 году магистрат предоставил ему стипендию от города Тулуза на обучение в Академии изящных искусств в Париже . Там он учился в мастерской Александра Фальгьера, но через два года покинул академию, что лишило его стипендии. Это решение было продиктовано стремлением к художественной свободе, несогласием с академической рутиной и традиционными методами преподавания.

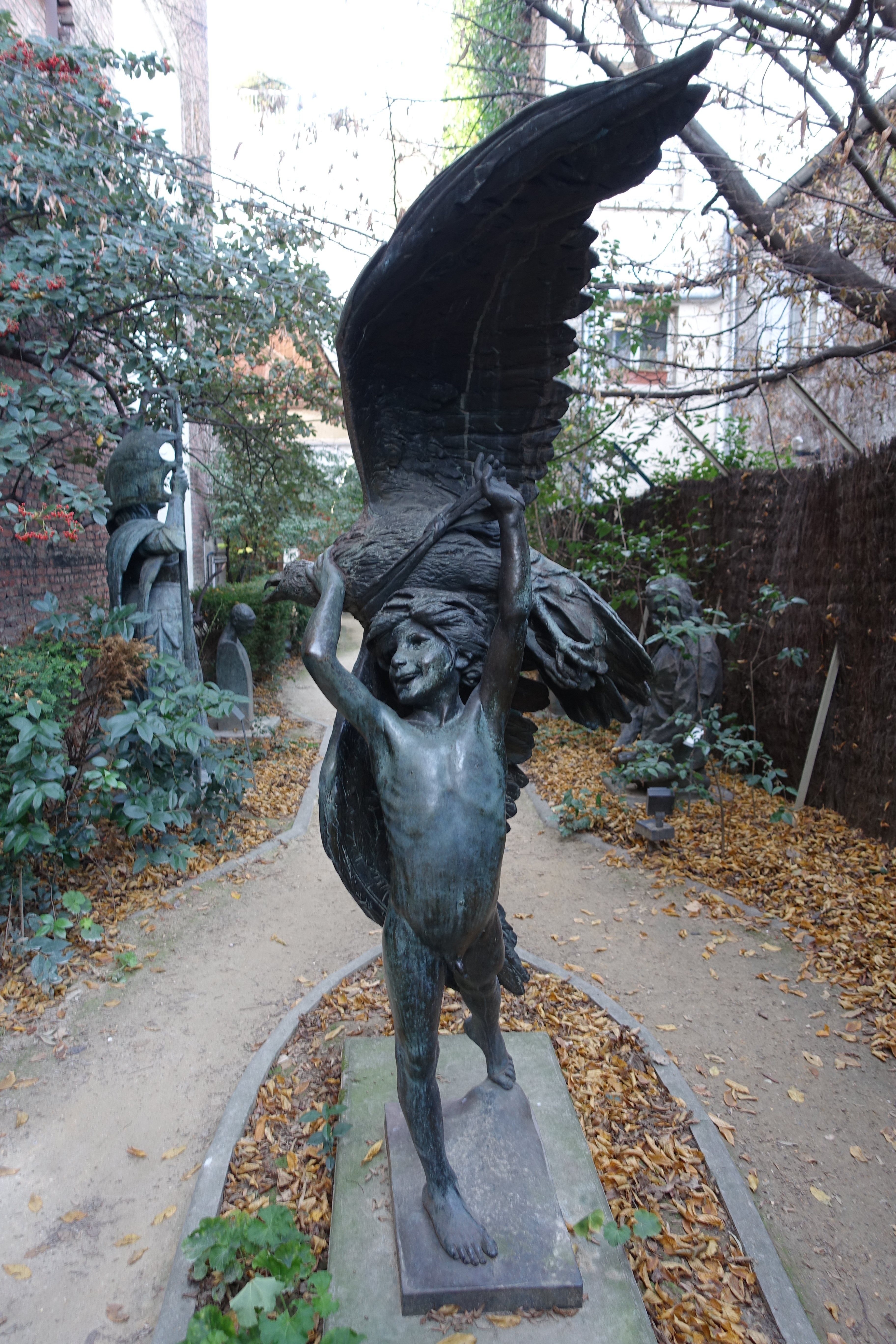
Антуан Бурдель. Копия скульптуры «Первая победа Ганнибала», бронза. Музей Бурделя (Париж)

В 1880-е годы Бурдель был занят поисками оригинального индивидуального стиля. Он начал принимать участие в Парижском салоне, где выставлял портреты. В 1884 году он представил в Салоне бюст композитора Армана Сантиса, а в 1885 году — статуэтку «Первая победа Ганнибала», на сюжет, восходящий к историческому роману Гюстава Флобера «Саламбо». Действие книги происходит в Карфагене во время восстания наёмников (ок. 240 года до н. э.), подавленного отцом будущего великого карфагенского полководца древности Ганнибала — Гамилькаром Барком. Образ юноши, борющегося и побеждающего орла, восходит к диалогу Гамилькара с его рабом Иддибалом, который хвалится многообещающими воинскими успехами своего воспитанника Ганнибала:
— Он устраивает западни для диких зверей. В прошлом месяце, — поверишь ли, — он поймал орла и притащил его. Кровь птицы и кровь ребёнка падала крупными каплями, и они мелькали в воздухе, точно лепестки розы, подхваченные ветром. Разъярённая птица закрывала его бьющимися крыльями, он прижимал её к груди; орёл умирал, а смех мальчика звучал всё громче, звонкий, раскатистый, как стук мечей.

Гамилькар опустил голову, ослеплённый этими предзнаменованиями величия.
Однако в основе идеи скульптуры были положены не только литературные впечатления, но и, как предполагается, автобиографические мотивы. Так, из воспоминаний мастера известно, что в детстве у него была стычка с орлом, находившегося на привязи. Про этот эпизод он позже вспоминал: «Мощным толчком ты свалил меня на землю, и от этого великолепного порыва на меня повеяло дыханием героев».
За статуэтку «Первая победа Ганнибала» (гипс — 204 см) автор был удостоен «почётного упоминания» жюри Салона. После этого скульптура была приобретена покровительницей Бурделя маркизой де Мари и передана в дар музея Монтобана (в настоящее время музей Энгра-Бурделя). Её отливки представлены в различных музеях Франции и мира. Так, в музее Энгра-Бурделя выставлены оригинальная скульптура и увеличенная бронзовая копия.
Искусствовед Вероника Стародубова отмечала, что скульптура показала, в какую сторону двигался Бурдель, его поиски — ещё, возможно, неосознанные. В этой связи она обратила внимание на характерное выражение скульптора: «„Стремительный порыв — вот наивысший закон“. Героика и экспрессия — вот как можно охарактеризовать содержание этих ранних поисков».